# Diócesis de Borongan
La diócesis de Borongan (en latín: Dioecesis Boronganensis, en inglés: Roman Catholic Diocese of Borongan y samareño: Diosesis han Borongan) es una circunscripción eclesiástica de la Iglesia católica en Filipinas. Se trata de una diócesis latina, sufragánea de la arquidiócesis de Palo. Desde el 4 de agosto de 2007 su obispo es Crispin Barrete Varquez.

## Territorio y organización
La diócesis tiene 4641 km² y extiende su jurisdicción sobre los fieles católicos de rito latino residentes en la provincia de Sámar Oriental de la región de Bisayas Orientales en la isla de Sámar.
La sede de la diócesis se encuentra en la ciudad de Borongan, en donde se halla la Catedral de la Natividad de la Virgen María.
En 2020 en la diócesis existían 33 parroquias.

## Historia
La diócesis fue erigida el 22 de octubre de 1960 con la bula Quod sacri Calbayogani del papa Juan XXIII, obteniendo el territorio de la diócesis de Calbayog. Originalmente era sufragánea de la arquidiócesis de Cebú.
El 5 de diciembre de 1974 cedió una porción de su territorio para la erección de la diócesis de Catarmán mediante la bula Quae ampliores del papa Pablo VI.
El 15 de noviembre de 1982 pasó a formar parte de la provincia eclesiástica de la arquidiócesis de Palo.

## Estadísticas
Según el Anuario Pontificio 2021 la diócesis tenía a fines de 2020 un total de 479 000 fieles bautizados.
| Año                                                                             | Población            | Población | Población      | Sacerdotes | Sacerdotes    | Sacerdotes    | Bautizados por sacerdote | Diáconos permanentes | Religiosos | Religiosos | Parroquias |
| Año                                                                             | Bautizados católicos | Total     | % de católicos | Total      | Clero secular | Clero regular | Bautizados por sacerdote | Diáconos permanentes | Varones    | Mujeres    | Parroquias |
| ------------------------------------------------------------------------------- | -------------------- | --------- | -------------- | ---------- | ------------- | ------------- | ------------------------ | -------------------- | ---------- | ---------- | ---------- |
| 1970                                                                            | 358 203              | 388 304   | 92.2           | 44         | 44            |               | 8140                     |                      |            | 23         | 34         |
| 1980                                                                            | 304 831              | 311 053   | 98.0           | 36         | 35            | 1             | 8467                     |                      | 1          | 19         | 28         |
| 1990                                                                            | 431 216              | 448 449   | 96.2           | 36         | 34            | 2             | 11 978                   |                      | 2          | 31         | 27         |
| 1999                                                                            | 398 053              | 427 053   | 93.2           | 53         | 48            | 5             | 7510                     |                      | 5          | 36         | 29         |
| 2000                                                                            | 398 053              | 427 053   | 93.2           | 54         | 49            | 5             | 7371                     |                      | 5          | 33         | 29         |
| 2001                                                                            | 398 053              | 427 053   | 93.2           | 54         | 49            | 5             | 7371                     |                      | 5          | 36         | 29         |
| 2002                                                                            | 398 053              | 427 053   | 93.2           | 47         | 42            | 5             | 8469                     |                      | 5          | 35         | 29         |
| 2003                                                                            | 398 522              | 427 053   | 93.3           | 50         | 45            | 5             | 7970                     |                      | 5          | 35         | 29         |
| 2004                                                                            | 398 552              | 427 053   | 93.3           | 47         | 42            | 5             | 8479                     |                      | 5          | 29         | 30         |
| 2006                                                                            | 414 000              | 442 000   | 93.7           | 57         | 52            | 5             | 7263                     |                      | 5          | 33         | 30         |
| 2012                                                                            | 465 000              | 496 000   | 93.8           | 67         | 61            | 6             | 6940                     |                      | 6          | 63         | 32         |
| 2015                                                                            | 490 000              | 522 000   | 93.9           | 72         | 66            | 6             | 6805                     |                      | 6          | 65         | 32         |
| 2018                                                                            | 475 011              | 490 645   | 96.8           | 79         | 73            | 6             | 6012                     |                      | 8          | 70         | 33         |
| 2020                                                                            | 479 000              | 484 000   | 99.0           | 79         | 70            | 9             | 6063                     |                      | 17         | 42         | 33         |
| Fuente: Catholic-Hierarchy, que a su vez toma los datos del Anuario Pontificio. |                      |           |                |            |               |               |                          |                      |            |            |            |

## Episcopologio
- Vicente Posada Reyes † (19 de enero de 1961-8 de agosto de 1967 nombrado obispo de Cabanatúan)
- Godofredo Pedernal Pisig † (26 de febrero de 1968-18 de septiembre de 1976 renunció)
- Sincero Barcenilla Lucero † (8 de marzo de 1977-10 de diciembre de 1979 nombrado obispo de Calbayog)
- Nestor Celestial Cariño (12 de agosto de 1980-31 de enero de 1986 renunció)
- Leonardo Yuzon Medroso (18 de diciembre de 1986-17 de octubre de 2006 nombrado obispo de Tagbilaran)
- Crispin Barrete Varquez, desde el 4 de agosto de 2007